# 貝氏紅娘魚
貝氏紅娘魚，為輻鰭魚綱鮋形目牛尾魚亞目角魚科的其中一種，分布於西印度洋區，從亞丁灣至索馬利亞海域，棲息深度20-300公尺，體長可達12公分，為底棲性魚類，屬肉食性。

## 擴展閱讀
維基物種上的相關：貝氏紅娘魚